# Ратівецька сільська рада
Ратіве́цька сільська́ ра́да — колишній орган місцевого самоврядування у Ужгородському районі Закарпатської області. Адміністративний центр — село Ратівці.

## Загальні відомості
- Населення ради: 1 325 осіб (станом на 2001 рік)

## Історія
Закарпатська обласна рада рішенням від 3 лютого 2014 року в Ужгородському районі перейменувала Ратовецьку сільраду на Ратівецьку.

## Населені пункти
Сільській раді підпорядковані населені пункти:
- с. Ратівці

## Склад ради
Рада складається з 16 депутатів та голови.
- Голова ради: Андрусь Тетяна Михайлівна

### Керівний склад попередніх скликань
| ПІБ                       | Основні відомості                                                         | Дата обрання | Дата звільнення |
| ------------------------- | ------------------------------------------------------------------------- | ------------ | --------------- |
| Андрусь Тетяна Михайлівна | Сільський голова, 1973 року народження, освіта вища, позапартійна         | 26.03.2006   | 31.10.2010      |
| Андрусь Тетяна Михайлівна | Сільський голова, 1973 року народження, освіта вища, член Партії регіонів | 31.10.2010   |                 |

Примітка: таблиця складена за даними джерела